# Jan van Haestrecht
Jan van Haestrecht (geboren voor 1444 - overleden voor 1505) was als bastaardzoon van Paulus Pouwels van Haastrecht en Catharina van Naaldwijk de laatste mannelijke telg van het geslacht Van Haestrecht, dat van 1387-1507 de 'Heerlijkheid Tilburg en Goirle' in handen had. Jan van Haestrecht stond vanaf 1444 ingeschreven in ‘Venloon op ’t Sant’.
Van Haestrecht was een van de 'heren van Tilburg en Goirle', die destijds ook heersten over Oisterwijk, Enschot, Huikelom, Berkel, Udenhout, Helvoirt, Haaren en Belveren. In 1432 kreeg Van Haestrecht verder nog het dagelijks bestuur over Baardwijk.
Nog in de 15e eeuw was Van Haestrecht de vermoedelijke opdrachtgever voor de bouw van het Kasteel van Tilburg, Die stheenen camer aan die Hasselt. In 1858 werd dat afgebroken om ter plaatse een fabriek op te zetten. Het kasteel is nog terug te vinden in het wapen van Tilburg.